# Valérien
Pour les articles homonymes, voir Valérien (homonymie).
Valérien (Publius Licinius Valerianus) est empereur romain de 253 à 260. Il partage le pouvoir avec son fils Gallien (Publius Licinius Egnatius Gallienus ; 218 - 268) qui lui succède comme unique empereur romain de 260 à 268.
Capturé par l'empereur sassanide Chapour Ier, il est le premier empereur romain à devenir prisonnier de guerre, ce qui provoque une grande instabilité politique.

## Biographie

### L'accession à l'Empire
Valérien est un sénateur, qui, s'il faut en croire Aurelius Victor, aurait appartenu à la gens Licinia. Il a été marié à Mariniane (déjà morte en 253) dont il a eu un fils, Gallien.
Il fut consul suffect av. 238 et nommé prince du Sénat en 238.
En 249, l'empereur Dèce confie à Valérien l'administration civile de l'empire tandis qu'il va combattre les Goths,.
En 253, alors en poste en Germanie supérieure et Germanie inférieure, il est chargé par l'empereur Trébonien Galle de réprimer l'usurpation d'Émilien. Commandant des troupes et gouverneur de Mésie supérieure et Mésie inférieure, celui-ci avait été acclamé Imperator par ses troupes à la suite d'une victoire contre les Goths, revanche symbolique du désastre d'Abrittus. Valérien arrive toutefois trop tard : au cours de sa marche vers la Mésie, il apprend que l'empereur Trébonien Galle et son fils Volusien ont été assassinés par leurs hommes, et qu'Émilien a revêtu la pourpre impériale. Proclamé empereur par ses troupes, Valérien marche sur la ville de Spolète où s'était regroupée l'armée d'Émilien. Avant même le déclenchement de la bataille, l'empereur Émilien est à son tour saisi et exécuté par ses propres soldats, qui se rallient alors à Valérien. Le vieux sénateur (il a alors près de soixante ans) devient ainsi maître de l'Empire en septembre 253.

### La lutte acharnée contre les ennemis de l'Empire
Valérien s'associe avec son fils Gallien : il le fait reconnaître par le Sénat comme Auguste et coempereur, et partage avec lui la difficile tâche de défendre les frontières de l'Empire. Gallien est chargé du gouvernement de l'Occident, Valérien de celui de l'Orient. Il ne s'agit toutefois pas d'une division de l'Empire : Valérien et Gallien restent en contact permanent et les décisions politiques, religieuses ou économiques prises par l'un s'appliquent dans la totalité de l'Empire, mais elle témoignent de la conscience de la nécessaire répartition des tâches, préfigurant l'organisation politique de la tétrarchie.
Gallien, chargé d'assurer la protection des frontières de l'Occident et plus particulièrement de la Gaule, doit lutter contre les barbares mais aussi contre deux usurpateurs successifs et mal connus, Ingenuus et Regalianus. Les guerres civiles l'obligent à dégarnir les bords du Rhin, laissant aux barbares l'occasion de piller une nouvelle fois la Gaule, et même l'Espagne. Les Francs et les Alamans sont finalement vaincus dans les environs de Milan.
De son côté, Valérien s'installe dès 254 avec son armée à Antioche, qui a été prise et détruite un ou deux ans plus tôt par les Perses de Chapour Ier. Il s'emploie à relever la cité et à reconstituer les défenses militaires de l'Orient. De 254 à 259, il guerroie, peut-être chaque année, contre Chapour Ier avec des fortunes diverses. Il s'appuie sur des notables syriens, notamment le Palmyréen Odénat qu'il nomme sans doute gouverneur de Syrie-Phénicie.

### La seconde persécution générale contre les chrétiens (257-259)
Après 4 ans de règne, Valérien édicte tout à coup plusieurs édits de persécution en 257. Il aurait cédé aux pressions de son ministre des finances Macrien, païen fanatique qui fréquente les mages, mais aussi soucieux d'enrichir le trésor qu'il administre par la confiscation des biens des chrétiens riches. Un premier édit daté de 257 interdit pour la première fois le culte et les réunions des chrétiens et ordonne aux clercs de sacrifier aux dieux païens et au culte impérial sous peine d'exil ou de travaux forcés. Un second édit daté de 258, plus sévère, condamne à mort les clercs et les membres du clergé supérieur qui refusent de sacrifier, confisque les biens des riches chrétiens et place les fonctionnaires dans la situation d'esclaves.
La hiérarchie chrétienne est ébranlée, les fidèles sont privés de leurs élites et le fisc est très largement bénéficiaire. Les victimes sont plus nombreuses que durant la persécution de Dèce, surtout en Égypte, à Carthage (martyre de Cyprien de Carthage) et en Espagne (martyre de l'évêque de Tarragone). À Rome, les figures chrétiennes éminentes exécutées sont le pape Sixte II, évêque de Rome, avec sept diacres dont saint Laurent, martyr, brûlé vif sur un gril,.
Son fils Gallien met fin à la persécution dès qu'il exerce seul le pouvoir après la mort humiliante de Valérien : il publie dès 260 un édit de tolérance qui allait inaugurer une période de relative tranquillité de quarante années, la petite paix de l'Église, en rendant licite le culte chrétien et en restituant les biens confisqués aux églises, notamment les cimetières. Cette paix prendra brutalement fin avec les persécutions de Dioclétien et Galère.

### Capture et décès

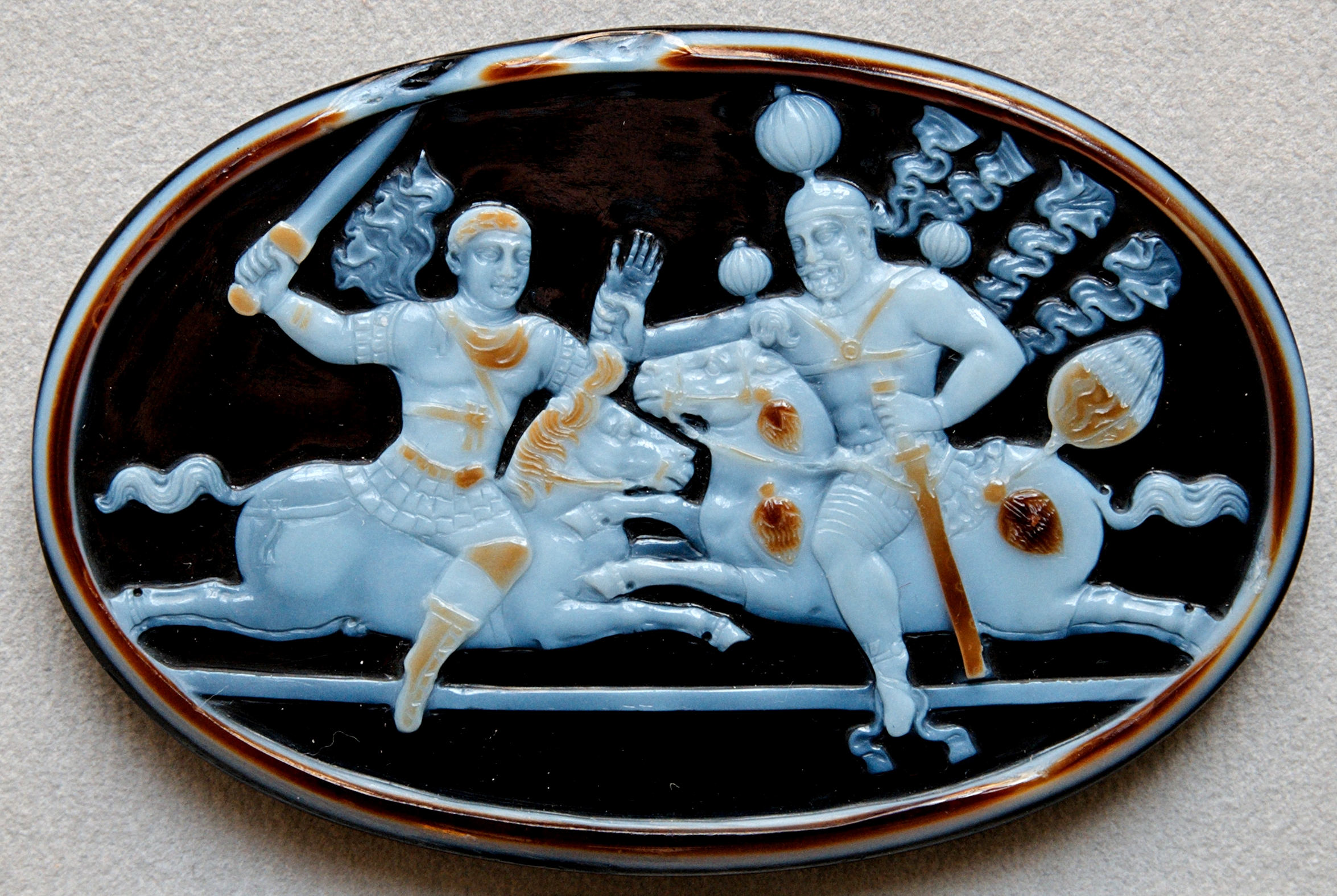
Camée antique interprété comme la capture de Valérien à la bataille d'Édesse par Chapour Ier.

En 260, il livre bataille aux Perses sassanides en Mésopotamie entre Carrhes (Harran) et Édesse (Şanlıurfa). Peu après cette bataille, il est capturé par Chapour Ier, dans des circonstances troubles. Selon la version reprise par Ségur, Valérien avait prévu de rencontrer Chapour Ier pour négocier, mais il aurait été trahi par Macrien qui l'aurait encouragé à se rendre sans protection sur le lieu prévu de l'entretien, où il aurait été immédiatement capturé et emmené en captivité en Perse.  
Macrien refusant de négocier avec les Perses, aucune rançon n'est versée ; la demande de libération faite par Velenus, roi des Cadusii, reste sans effet. Son fils, Gallien, reste le seul empereur légitime, et il semble qu'il ne fait rien non plus pour le faire libérer. On peut toutefois remarquer que Macrien, qui a mis sur le trône son fils Quiétus, n'a pas d'intérêt au retour de Valérien, et que Gallien, n'ayant plus le contrôle de l'Orient, n'est pas en mesure d'intervenir ou de contacter les Perses. Par ailleurs, la difficile situation économique, que n'a pas réellement sauvé la dévaluation monétaire de 256, lui interdit de verser toute rançon d'importance.
Valérien meurt en captivité en Perse à une date indéterminée et dans des circonstances mal connues avec précision. Différentes versions circulent sur son sort. Les traditions iraniennes disent qu'il est bien traité par son vainqueur, mais le polémiste et historien chrétien Lactance, sous Constantin Ier, décrit sa fin comme un châtiment divin et humiliant : Valérien est obligé de servir de marchepied, avec son corps, pour Chapour montant à cheval, et après sa mort Chapour l'aurait fait écorcher, puis aurait fait tanner et teindre en rouge sa peau pour en habiller un mannequin exposé dans un grand temple perse en symbole de la honte de Rome. Cette version est également mentionnée par Pierre le Patrice qui rapporte que l'empereur Galère reproche aux Perses le traitement « honteux et insultant » réservé à Valérien et à sa dépouille. 
Eusèbe de Césarée, autre écrivain chrétien et contemporain de Lactance, rapporte plus sobrement que Valérien est réduit en esclavage et livré aux insultes et aux moqueries. Aurelius Victor affirme qu'il est capturé et écorché vif. Enfin l’Histoire Auguste affirme que trois rois orientaux voisins des Perses écrivent à Chapour pour l'inciter à relâcher Valérien, ce que les historiens modernes comme Andreas Alföldi et André Chastagnol considèrent comme pure imagination des auteurs de l’Histoire Auguste, et une manière de réfuter l'affirmation de Lactance d'abandon de Valérien à sa captivité sans qu'aucun effort ne soit fait pour le libérer. Cependant, il reste avéré que Gallien ou Macrien ne firent concrètement rien pour la libération de Valérien.

## Noms successifs
- 193 : naît Publius Licinius Valerianus
- 253 : accède à l'Empire : Imperator Caesar Publius Licinius Valerianus Pius Felix Invictus Augustus
- 260 : titulature à sa mort : Imperator Caesar Publius Licinius Valerianus Pius Felix Invictus Augustus Germanicus Maximus, Pontifex Maximus, Tribuniciae Potestatis VII, Imperator I, Consul IV, Pater Patriae.

## Dans la littérature
Amin Maalouf, dans Les jardins de lumière (roman), imagine la capture de Valérien au cours de la bataille d'Édesse. Il évoque ensuite l'édification d'un barrage sur le fleuve Karoun, portant le nom de Band-é-Kaïsar (le barrage de César), par les légionnaires de Valérien.

#### Auteurs antiques
- Aurelius Victor, De Caesaribus
- Anonyme, Epitome de Caesaribus
- Eutrope, Breviarium ab urbe condita
- Histoire Auguste, traduction et commentaires d’André Chastagnol, éditions Robert Laffont, coll. « Bouquins », 1994,  (ISBN 2-221-05734-1)
- Histoire Auguste, Vie des deux Valériens et des deux Galliens, traduction et commentaires de Stéphane Ratti, Paris, Les Belles Lettres, 2000
- Lactance, De la mort des persécuteurs
- Jean Zonaras, Historia Nova, Valerien
- Zosime, Histoire romaine, Livre I

#### Auteurs modernes
- PIR², L 0258
- Michel Christol, L'Empire romain du troisième siècle, Paris, 2006,  (ISBN 2877723445), 288 pages.
- Michel Christol, « Les déplacements du collège impérial de 256 à 258 : Cologne, capitale impériale », Cahiers du Centre Gustave Glotz, no 8,‎ 1997, p. 243-253 (lire en ligne)
- Michel Christol, « La prosopographie de la province de Numidie de 253 à 260 et la chronologie des révoltes africaines sous le règne de Valérien et de Gallien », Antiquités africaines, no 10,‎ 1976, p. 69-77 (lire en ligne)
- Xavier Loriot et Daniel Nony, La crise de l'empire romain, 235–285, Paris, Armand Colin, 1997, 304 p. (ISBN 2-200-21677-7), p. 65-80.
- Paul Petit, Histoire générale de l’Empire romain, Seuil, 1974, 800 p. (ISBN 2-02-002677-5).
- Christian Settipani, Continuité gentilice et Continuité familiale dans les familles sénatoriales romaines à l'époque impériale, Linacre College, Oxford University, coll. « Prosopographica & Genealogica », 2000, 597 p. (ISBN 1-900934-02-7)
- François Zosso et Christian Zingg, Les Empereurs romains : 27 av. J.-C. - 476 apr. J.-C., Paris, édition Errance, 1995, 256 p. (ISBN 2-87772-226-0)